# Melanolophia parma
Melanolophia parma là một loài bướm đêm trong họ Geometridae.